# Malaca neerlandesa
La Malaca neerlandesa (1641-1825) se refiere al dominio neerlandés sobre Malaca, en la península de Malaca, Malasia. Constituyó el período más extenso en el que la ciudad estuvo bajo dominio extranjero. Los neerlandeses gobernaron durante casi 183 años entremezclados con una ocupación británica intermitente en medio de las Guerras napoleónicas (1795-1815). Reinó en esta época una paz relativa con pocas interrupciones de seriedad por parte de los sultanatos malayos gracias al entendimiento forjado entre los neerlandeses y el sultanato de Johor en 1606. Este período marcó también el declive de la importancia de Malaca. Los neerlandeses prefirieron Batavia (actual Yakarta) como su centro económico y administrativo en la región y su dominio en Malaca continuó solo para evitar que se perdiera la ciudad ante otras potencias europeas y la competencia que vendría con ello. De esta manera, en el siglo XVII, al dejar de ser Malaca un puerto importante, el sultanato de Johor se convirtió en la potencia local dominante en la región gracias a la apertura de sus puertos y su alianza con los neerlandeses.
En 1795, al comienzo de las Guerras napoleónicas, Francia ocupó las Provincias Unidas de los Países Bajos. Esto le sirvió de pretexto al Reino Unido de la Gran Bretaña para tomar una a una las colonias neerlandesas en ultramar, quedándose con aquellas de mayor valor estratégico. Desde 1796 hasta 1801, y luego entre 1807 y 1818 Malaca fue puesta temporalmente bajo el control de un Residente británico, y la ciudad sirvió de base para la victoria británica en la Invasión de Java de 1811. La ciudad fue devuelta a los neerlandeses en 1818. El Tratado anglo-neerlandés de 1824, que buscaba evitar una influencia británica más fuerte en Java concluyó en que la ciudad fuera entregada oficialmente a los británicos en 1825 y se convirtiera en una zona de desarrollo bajo las Colonias del Estrecho como parte del Imperio británico, poniendo fin al dominio neerlandés.

## Conquista neerlandesa de la Malaca portuguesa

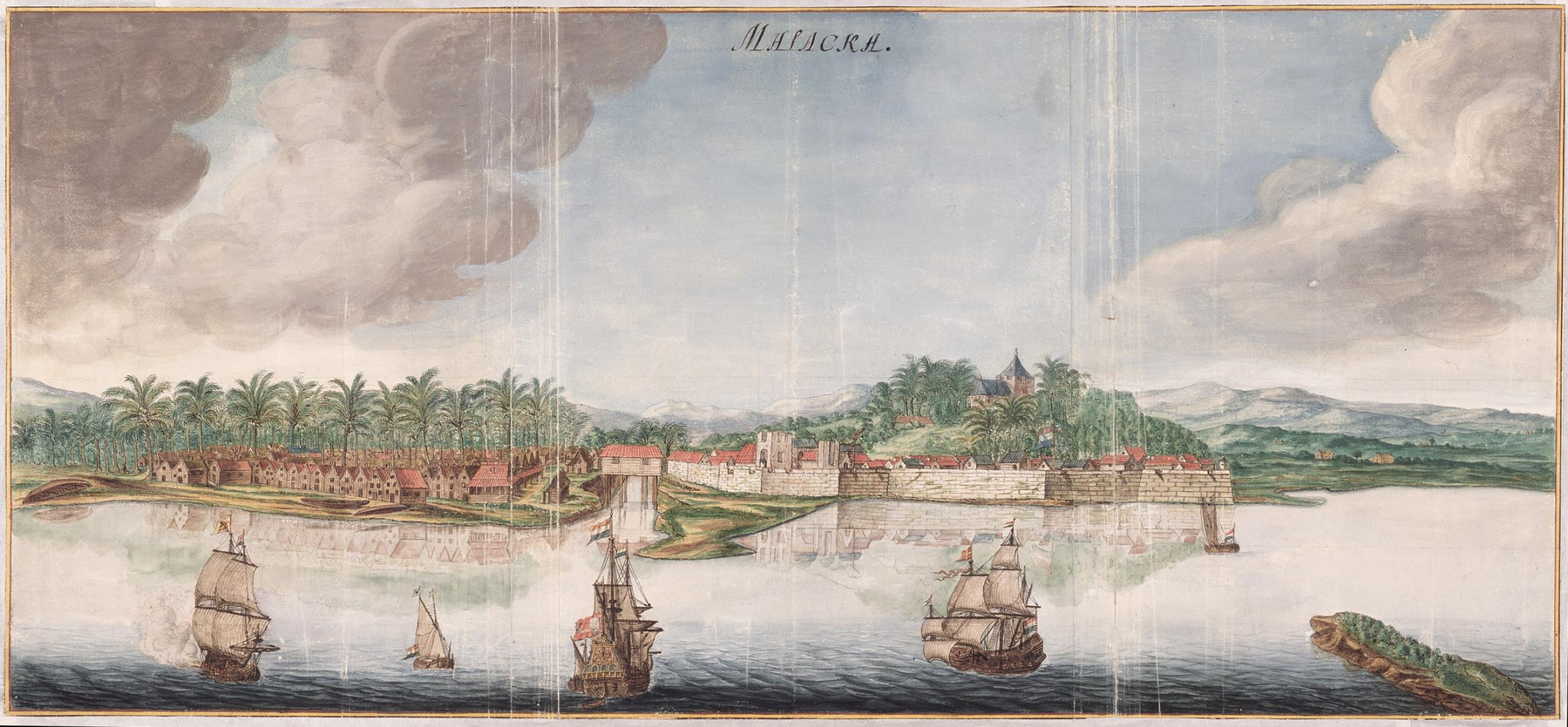
Malaca neerlandesa, ca. 1665

A comienzos del siglo XVII, la Compañía Neerlandesa de las Indias Orientales (en neerlandés: Verenigde Oostindische Compagnie, VOC) dio inicio a una campaña para usurpar el poder portugués en Oriente. Para entonces, los portugueses habían transformado la ciudad de Malaca en una fortaleza inexpugnable (A Famosa, o fortaleza de Malaca), controlando el acceso a las rutas marítimas a través del Estrecho de Malaca y el comercio de especias allí. Los neerlandeses empezaron lanzando pequeñas incursiones y escaramuzas contra los portugueses. El primer intento serio fue el sitio de Malaca en 1606 a manos de la tercera flota de la VOC de la República neerlandesa con once barcos, comandados por el almirante Cornelis Matelief de Jonge, que llevó a la batalla naval del Cabo Rachado. Si bien los neerlandeses fueron derrotados, la flota portuguesa liderada por Martim Afonso de Castro, el virrey de Goa, sufrió mayores bajas y la batalla atrajo a las fuerzas del sultanato de Johor en una alianza con los neerlandeses y posteriormente con los acehneses.
Los neerlandeses, junto con sus aliados locales javaneses, sumaban alrededor de 700 hombres, y asaltaron Malaca y la arrebataron de manos de los portugueses en enero de 1641. Los neerlandeses también recibieron ayuda del sultanato de Johor, que envió entre 500 y 600 hombres adicionales. Asimismo, los neerlandeses recibieron suministros y raciones de las cercanías y de su base recientemente capturada en Batavia. La campaña destruyó en términos efectivos el último bastión del poder portugués en la región, eliminando así su influencia en el archipiélago malayo. Según el acuerdo con el sultanato de Johor en 1606, los neerlandeses tomaron el control de Malaca y acordaron no buscar territorios ni hacer la guerra con los reinos malayos.

## Administración de Malaca

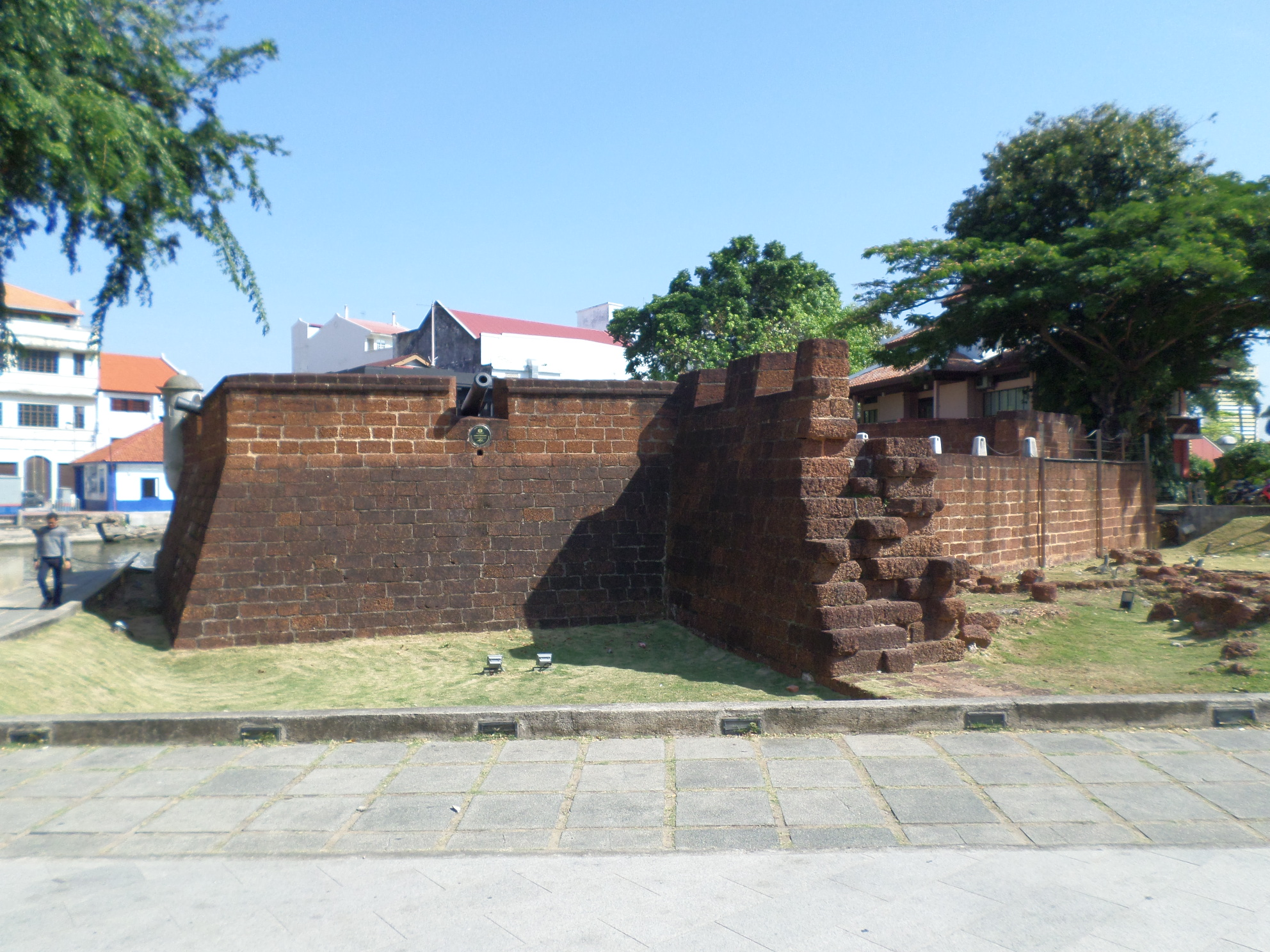
La construcción del Bastión de Middelburg se llevó a cabo en 1660. Está estratégicamente ubicado en la desembocadura del río Malaca.

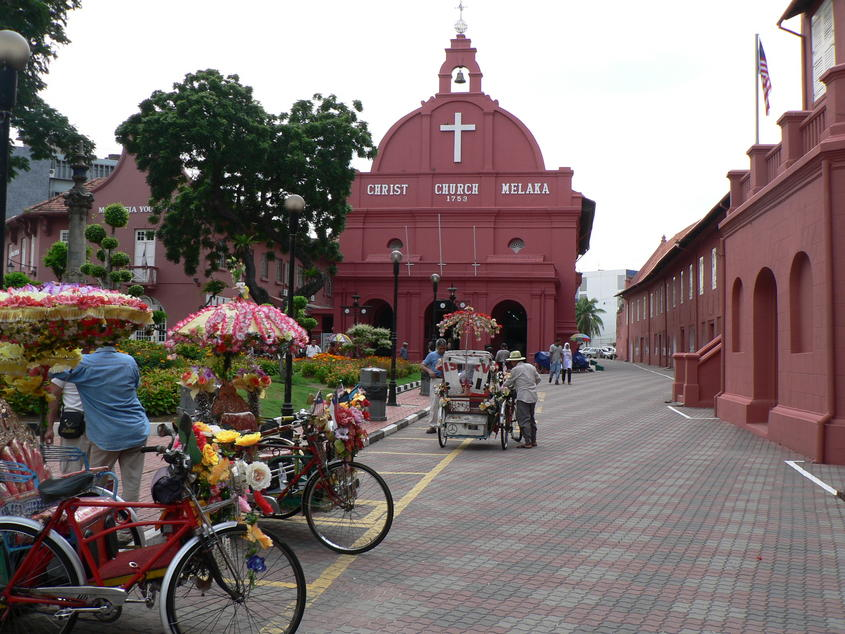
La Plaza Neerlandesa, con la Iglesia de Cristo (izquierda, construida en 1753) y el Stadthuys (derecha)

Malaca era controlada como una colonia de la VOC. Todos los administradores en jefe de Malaca fueron gobernadores neerlandeses, excepto durante el breve período en que la ciudad estuvo bajo el control de residentes británicos en medio de las Guerras napoleónicas. No obstante, con el tiempo el foco en la administración de Malaca disminuyó por parte de los neerlandeses, ya que preferían centrarse en Batavia. La lista de gobernadores y residentes es la siguiente:

### Gobernadores de Malaca
| Gobernadores                       | Desde | Hasta |
| ---------------------------------- | ----- | ----- |
| Johan van Twist                    | 1641  | 1642  |
| Jeremias van Vliet                 | 1642  | 1645  |
| Arnout de Vlamingh van Oudtshoorn  | 1645  | 1646  |
| Jan Thyszoon Payart                | 1646  | 1662  |
| Jan Anthonisz van Riebeeck         | 1662  | 1665  |
| Balthasar Bort                     | 1665  | 1679  |
| Jacob Joriszoon Pits               | 1679  | 1680  |
| Cornelis van Quaelberg             | 1680  | 1684  |
| Nikolaas Schaghen                  | 1684  | 1685  |
| François Tack                      | 1685  | 1686  |
| Dirk Komans (primera vez)          | 1686  | 1686  |
| Thomas Slicher                     | 1686  | 1691  |
| Dirk Komans (segunda vez)          | 1691  | 1692  |
| Gelmer Vosberg                     | 1692  | 1697  |
| Goevert van Hoorn                  | 1697  | 1700  |
| Bernhard Phoonsen                  | 1700  | 1704  |
| Johan Grotenhuys                   | 1704  | 1704  |
| Karel Bolner                       | 1704  | 1707  |
| Pieter Rooselaar                   | 1707  | 1709  |
| Willem Six                         | 1709  | 1711  |
| Willem Moerman                     | 1711  | 1717  |
| Herman van Suchtelen               | 1717  | 1726  |
| Johan Frederik Gobius              | 1726  | 1730  |
| Pieter Rochus Pasques de Chavonnes | 1730  | 1735  |
| Roger de Laver                     | 1735  | 1741  |
| Willem Bernard Albinus             | 1741  | 1748  |
| Pieter van Heemskerk               | 1748  | 1753  |
| Willem Dekker                      | 1753  | 1758  |
| David Boelen                       | 1758  | 1764  |
| Thomas Schippers                   | 1764  | 1771  |
| Jan Crans                          | 1771  | 1775  |
| Pieter Gerardus de Bruijn          | 1775  | 1788  |
| Abraham Couperus                   | 1788  | 1795  |

| Residentess                                   | Desde | Hasta |
| --------------------------------------------- | ----- | ----- |
| Archibald Brown                               | 1795  | 1795  |
| Thomas Parr                                   | 1795  | 1796  |
| Richard Tolson                                | 1796  | 1797  |
| David Campbell                                | 1797  | 1798  |
| Aldwell Taylor                                | 1798  | 1803  |
| Willem Jacob Cranssen (gobernador neerlandés) | 1802  |       |
| William Farquhar                              | 1803  | 1818  |

| Gobernadores                   | Desde | Hasta |
| ------------------------------ | ----- | ----- |
| Jan Samuel Timmermann Thijssen | 1818  | 1822  |
| Adriaan Koek                   | 1822  | 1824  |
| Hendrik Stephanus van Son      | 1824  | 1825  |

## La ciudad y fortaleza de Malaca
Los neerlandeses mejoraron y expandieron la fortaleza portuguesa (A Famosa), y además de renovar las puertas de la fortaleza en 1670 construyeron muros para proteger el puerto y la ciudad ampliada. A mediados del siglo XVII se construyó el ayuntamiento o Stadthuys, que sirvió como centro administrativo de la colonia neerlandesa, y cuyo edificio sigue en pie hoy.

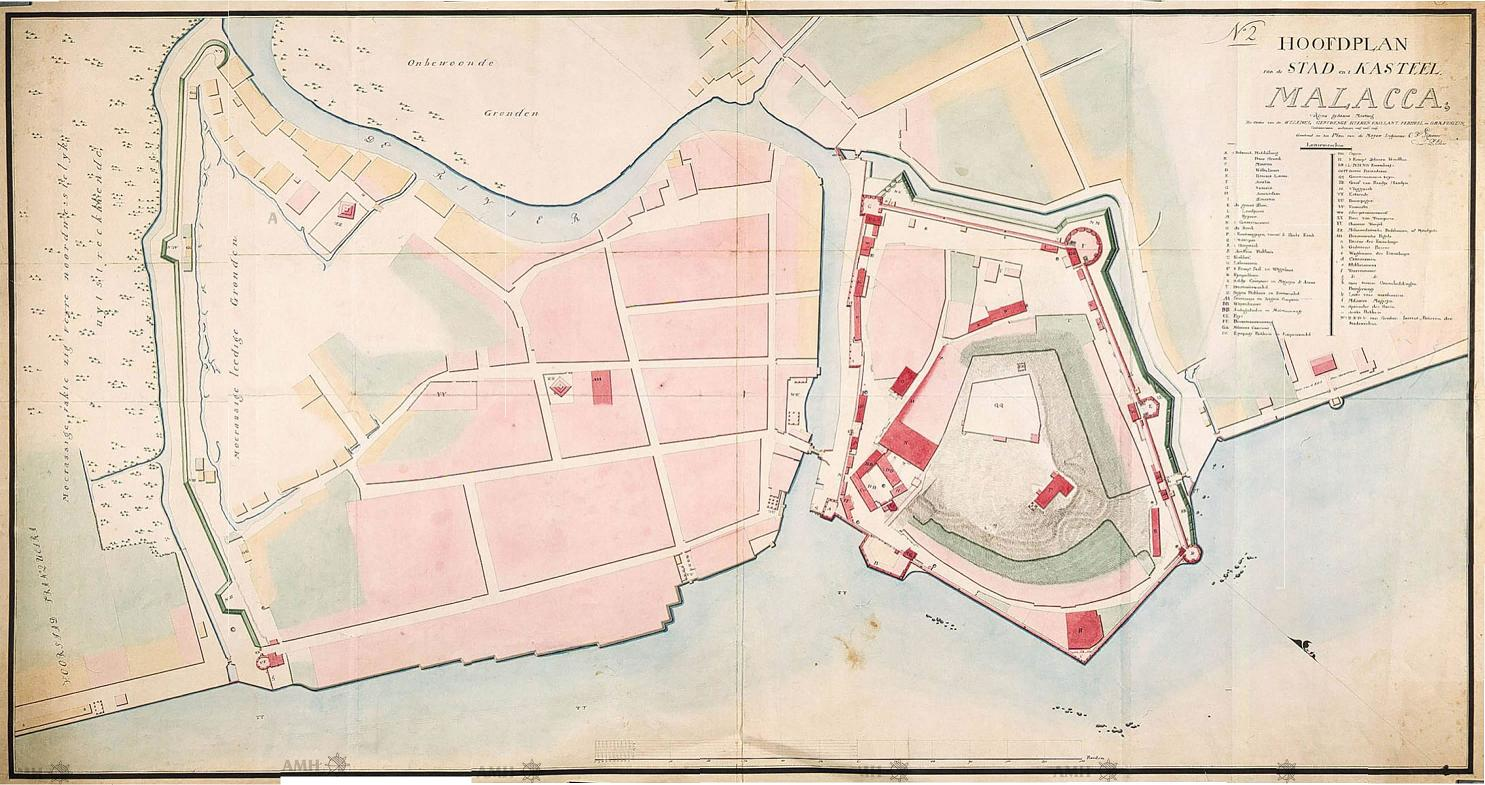
La ciudad y fortaleza de Malaca en 1780.
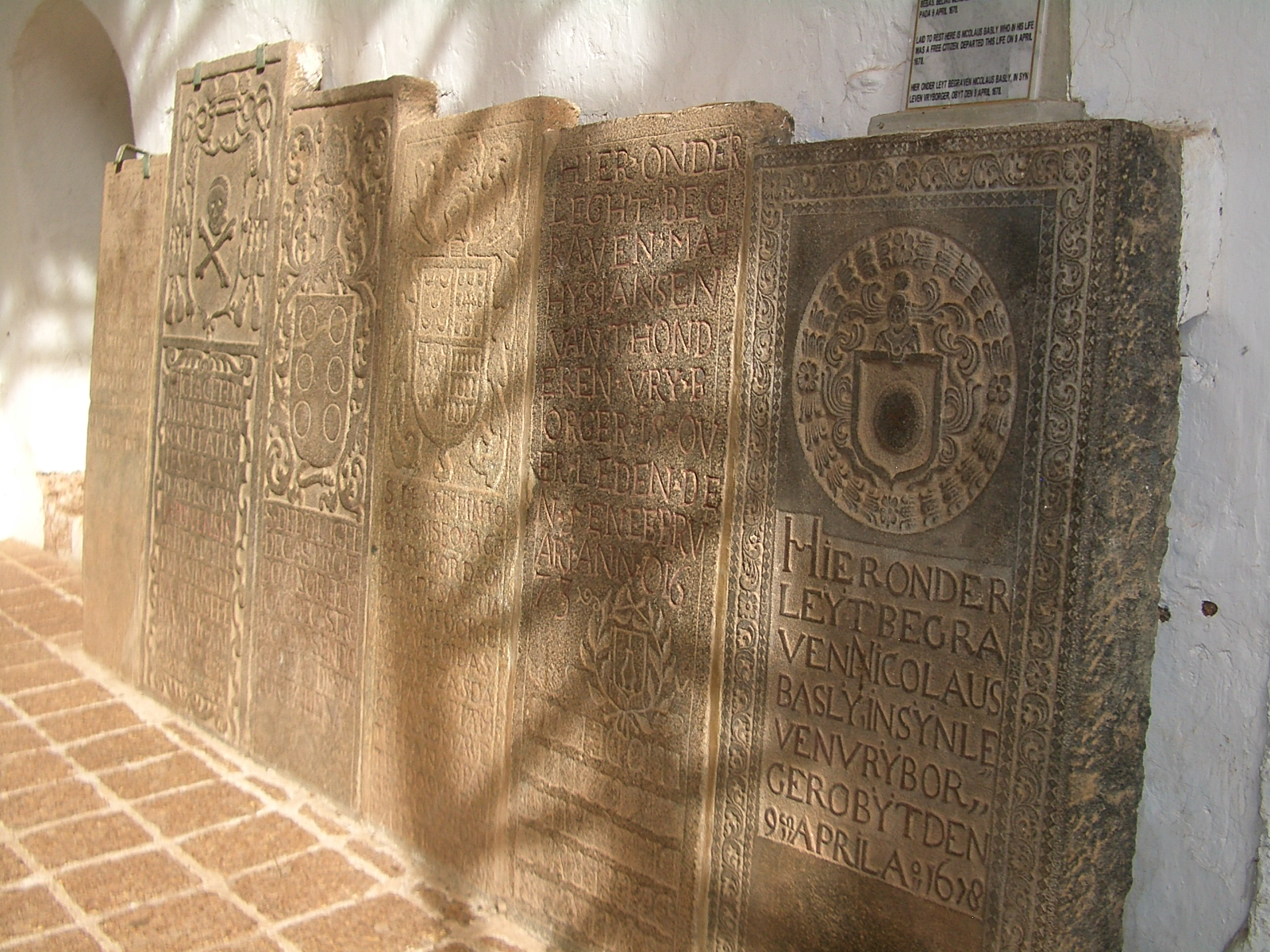
Tumbas neerlandesas en las ruinas de la iglesia de San Pablo
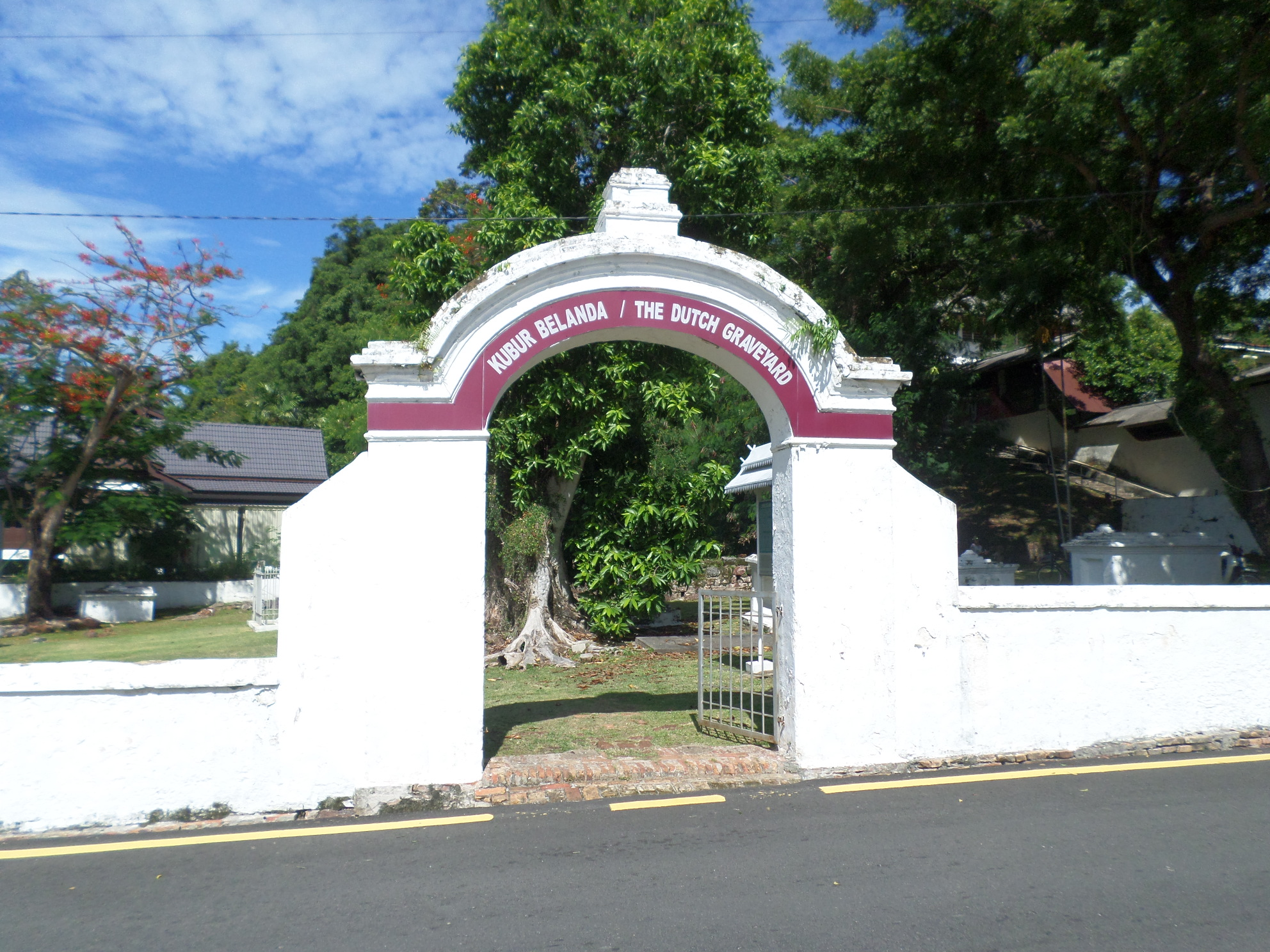
Cementerio neerlandés